# Anna Kerrigan
Anna Kerrigan ist eine US-amerikanische Filmregisseurin, Drehbuchautorin und Filmproduzentin.

## Leben
Anna Kerrigan zog im Alter von 15 Jahren mit ihrer Familie nach Montana. Als 16-Jährige war sie als Produktionskoordinatorin für den Abschlussfilm einer USC-Filmstudentin tätig. Später studierte sie in Stanford Theater und fing eine Arbeit als Dramatikerin am New York Theater an. Da sie jedoch immer Film machen wollte, fertigte sie im DIY-Verfahren Kurzfilme und Webserien.
Im Jahr 2017 stellte sie ihren Kurzfilm Hot Seat, bei dem sie Regie führte und das Drehbuch schrieb, beim Sundance Film Festival vor. In dem Coming-of-age-Film, der auf einer wahren Begebenheit basiert, engagiert ein Teenager einen Stripper, um sich so den Respekt und die Bewunderung eines Mädchens zu gewinnen.
Ihr zweiter Spielfilm Cowboys sollte Mitte April 2020 im Rahmen des Tribeca Film Festivals seine Weltpremiere feiern. Einen Monat vor Beginn des Festivals wurde dieses aufgrund der COVID-19-Pandemie abgesagt und auf einen bislang unbekannten Zeitpunkt verschoben. Dennoch wurde der Film vom 15. bis 26. April 2020, dem ursprünglichen Zeitfenster des Festivals, online zur Verfügung gestellt. In Cowboys erzählt sie die Geschichte eines 10-jährigen Mädchens, das sich als Junge fühlt, gemeinsam mit ihrem Vater in die freie Wildbahn flieht und wie ein Cowboy ein großes Abenteuer erlebt.
Kerrigan bezeichnete Toni Erdmann von Maren Ade als ihren Lieblingsfilm für Frauen, da sie die Charaktere im Zentrum der ehrlichen Komödie mit Herz liebe.

## Filmografie
- 2010: Five Days Gone
- 2014: The Rub (Kurzfilm)
- 2015: The Impossibilities (Fernsehserie, 8 Folgen)
- 2017: Hot Seat (Kurzfilm)
- 2020: Cowboys

## Auszeichnungen
Tribeca Film Festival
- 2020: Auszeichnung für das Beste Drehbuch (Cowboys)[8]